# ジェームズ・バートン

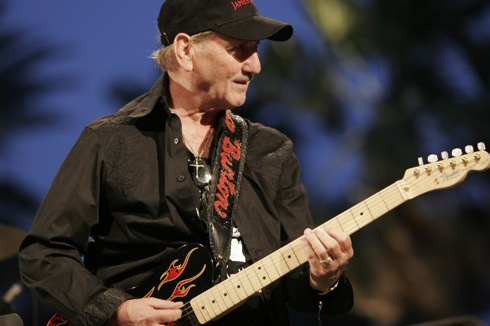
ジェームズ・バートン

ジェームズ・バートン(James Burton, 1939年8月21日 - )は、アメリカのギタリスト。ルイジアナ州のミンデンの生まれ。
「ローリング・ストーンの選ぶ歴史上最も偉大な100人のギタリスト」において2003年は第20位、2011年の改訂版では第19位。

## プロフィール
幼い頃からギターに触れ、ルイジアナ・ヘイライドを目指すようになる。
10代中ごろからプロのギタリストとして活動を始め、1957年にデール・ホーキンスが発表した「スージーQ」で一躍注目される。この時、まだ18歳であった。特徴的なギター・リフもジェームズが考えたもので、ほとんどの部分をバートンが作曲したと言ってもよい。
その後、ボブ・ルーマンと組んだが、その公演でリッキー・ネルソンの目に留まり、ネルソンのバンドで活躍する。ネルソン宅に1年間ほど居候したこともあるほど個人的にも仲がよかったが、次第に「ネルソンばっかりは嫌だ」として、バンドを脱退。その代わりにジョー・オズボーンを後任として紹介した。
その後、エルヴィス・プレスリーのTCBバンド・リーダーに任命され、1969年から1977年までのエルヴィスのステージのリード・ギターを勤めた。エルヴィスはジェームズに他のメンバーの人選も任せたため、ジェームズはセッション仲間であるジェリー・シェフ（ベース）やグレン・ハーディン（ピアノ）を推薦した。ただし、1969年のステージではピアノはラリー・マホーバラックだった。エルヴィスからは「最もすごいギタリストの1人」と評されている。TCBバンドはステージ専用であったが、ジェームズのみスタジオ録音にも参加した。このエルヴィス中心の活動の合間にジョニ・ミッチェルの『バラにおくる』（1972年）、グラム・パーソンズの『GP』（1973年）及び『グリーヴァス・エンジェル』（1974年）といった作品へのセッション参加などの仕事をした。
エルヴィスとスタジオにいた時、バートンはフェンダー社が「使って欲しい」と送ってきたギターを開封していた。その中にジョージ・ハリスンが使った事で有名なオール・ローズ・テレキャスターがあった。ジェームズは重くて音も気に入らなかったが、エルヴィスがそれを見て「すごく立派なギターだな」と感心した。ジェームズが手渡すとエルヴィスもあまりの重さに驚愕したという。ジェームズはフェンダーに断ると、エルヴィスに進呈すると言ったが、エルヴィスもこれを断った。さらにチップ・ヤングに譲ろうとしたが、チップもこれを断った。
エルヴィスの死後はジョン・デンバーやエルヴィス・コステロ等と組んで活動した。
現在でも「エルヴィス・イン・コンサート」で、エルヴィスの歌に合わせて70年のオリジナル・メンバーたちと演奏を続けている。
現在、バートンが使用しているのは3ピックアップの「ジェームズ・バートン・テレキャスター」である。一般のテレキャスターと違い、リア・ピックアップはブリッジ・プレートにマウントされず、すべてボディに直接取り付けられている。そのため、ブリッジ・プレートはオリジナルの形状となっており、ピックアップは金属製ではなく、樹脂製のカバーが取り付けられている。ブラック&ゴールド・ペイズリー、ファイヤー・ペイズリーなど、ペイズリー柄を奇抜にアレンジした塗装である。ボディにはスワンプ・アッシュやバスウッドなど軽い材が使われている。

## 特徴
- ミスター・テレキャスターとの異名を持つ、テレキャスター使い。
- バンジョー用の金属製のフィンガー・ピックを用いて演奏するチキン・ピッキングを得意とする。
- 他にペダル・スティール・ギターそっくりの音色や回路を改造してテレキャスターらしからぬ音色など様々なスタイルを持っている。
- エルヴィス・プレスリーのバンド参加時（69年コンサート）はアップル・レッドの53年製テレキャスターを使っていたが、70年にペイズリー柄のギターを使い始める。フェンダーから供与されたこのギターを見たプレスリーが「とてもかっこいいギターじゃないか。毎晩そのギターで演奏してくれよ」と気に入ったことから以後、愛用するようになった。ペイズリー・テレキャスターは2年間の限定生産であり、ジェームズが使っていたのは69年製だったが、ジェームズはこれを数十本所有しており、中には半分だけ赤く塗ったものもある。
- 前述の通り、ステージでは69年ペイズリーを使用していたが、スタジオでは常に53年テレキャスターを使用していた。
- ドブロが得意でミスター・ドブロとも呼ばれている。
- ライトゲージ弦を実用化していたアーニー・ボール社が、３弦に問題を抱えていたフェンダー・ギター用に、細い弦の開発をフェンダー社へ提案（却下）したことにより、バートンがフェンダーギター向けライトゲージの開発に関与することになる。ジェームズはチョーキングを多用するためにそれまではワウンド弦であった3弦をプレーン弦に変えた。これによりチョーキングを容易にし、すばらしいリフを残した。
- デビュー時から一貫してテレキャスターを愛用しているが、61年のテレビ・ショーではリッキー・ネルソンのバックでジャズマスターを使っている。この他にジェームズ・バートンがジャズマスターを使ったという記録は残っていない。